# André Grobéty
André Grobéty (Ginevra, 22 giugno 1933 – 20 luglio 2013) è stato un calciatore svizzero, di ruolo difensore.
Con la Svizzera ha partecipato sia ai Mondiali del 1962 che a quelli del 1966, con quattro presenze complessive.

## Palmarès

### Club
- Campionato svizzero: 1

Losanna: Lega Nazionale A 1964-1965
- Coppa Svizzera: 2

Losanna: 1961-1962, 1963-1964